# Phaonia pallidosa
Phaonia pallidosa är en tvåvingeart som beskrevs av Huckett 1965. Phaonia pallidosa ingår i släktet Phaonia och familjen husflugor. Inga underarter finns listade i Catalogue of Life.